# Chiesa di San Bartolomeo (San Pietro al Natisone)
La chiesa di San Bartolomeo (in sloveno Sv. Jernej) è una piccola chiesa campestre, che si trova all'uscita di Vernasso, frazione del comune di  San Pietro al Natisone, in provincia ed arcidiocesi di Udine.
Costruita verso la metà del XV secolo, fu ristrutturata intorno al 1530 in perfetto stile gotico sloveno e fu rifatto il presbiterio poligonale ad opera di Maestri della scuola di Škofja Loka. Nuovamente danneggiata dal terremoto del Friuli del 1976, fu completamente restaurata dall'architetto Valentino Simonitti.

## Facciata
La facciata si presenta con un portico d'ingresso coperto da tetto a padiglione appoggiato ad essa e sostenuto da due pilastri in pietra e si apre con una porta di foggia ogivale e due finestre rettangolari contornati con stipiti in pietra. Sulla sommità è presente una bifora campanaria

## Interno
L'aula è rettangolare con finestre ogivali su un lato e arco trionfale in pietra che immette nel presbiterio. Questo ha la volta intrecciata con costoloni i cui nodi sono decorati a rilievo, mentre sotto l'imposta dei peducci le pareti sono affrescate con figure di Santi, opera del 1530-1535 attribuita a Bartolomeo di Škofja Loka.
Nel coro spicca l'altare ligneo seicentesco, riccamente lavorato e dorato (zlati oltar), opera del maestro Bartolomeo Ortari di Caporetto. L'altare, datato 1689, presenta nella parte inferiore, al centro, la statua di San Bartolomeo affiancata dai santi Lorenzo e Filippo; Nella parte superiore, al centro, la Vergine con Bambino e ai lati le sante Lucia e Dorotea; all'estremità due immagini di Santi o di Angeli; la cimasa raffigura Dio Padre.

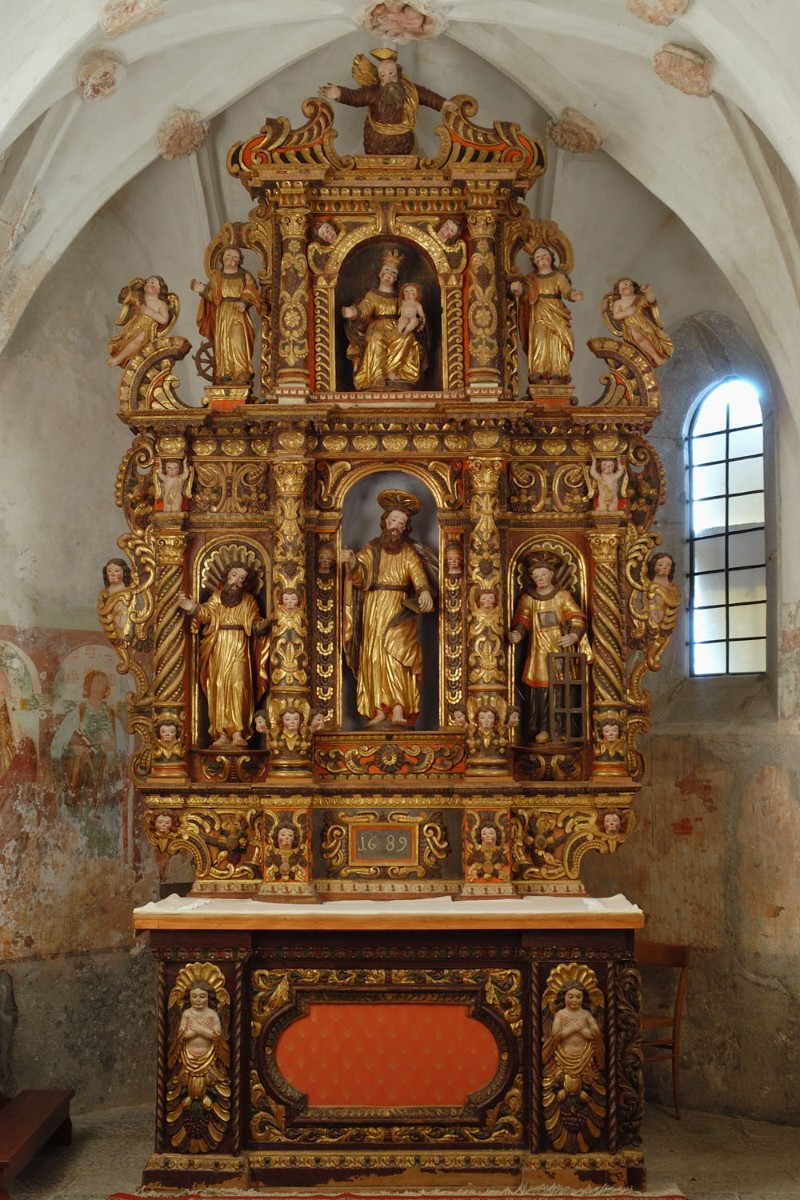
Altare maggiore di S. Bartolomeo apostolo
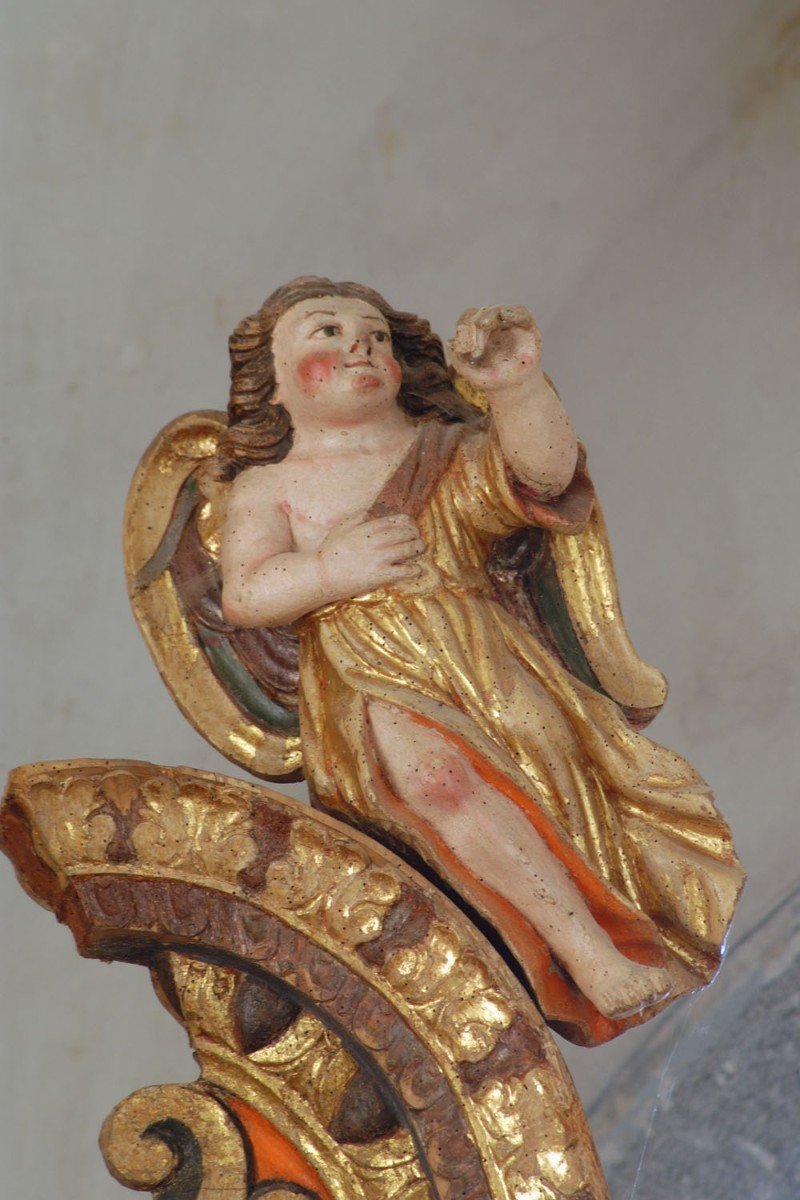
Altare maggiore di S. Bartolomeo apostolo - Cimasa - Angelo di destra
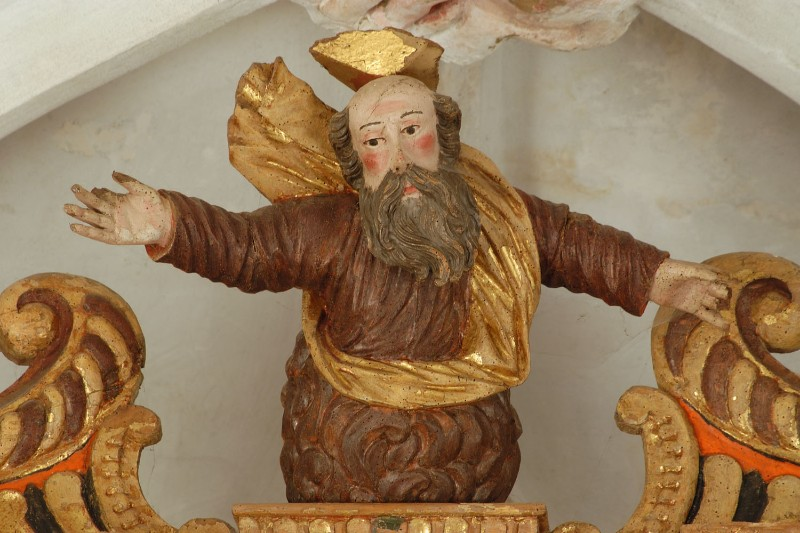
Altare maggiore di S. Bartolomeo apostolo - Cimasa - Dio Padre
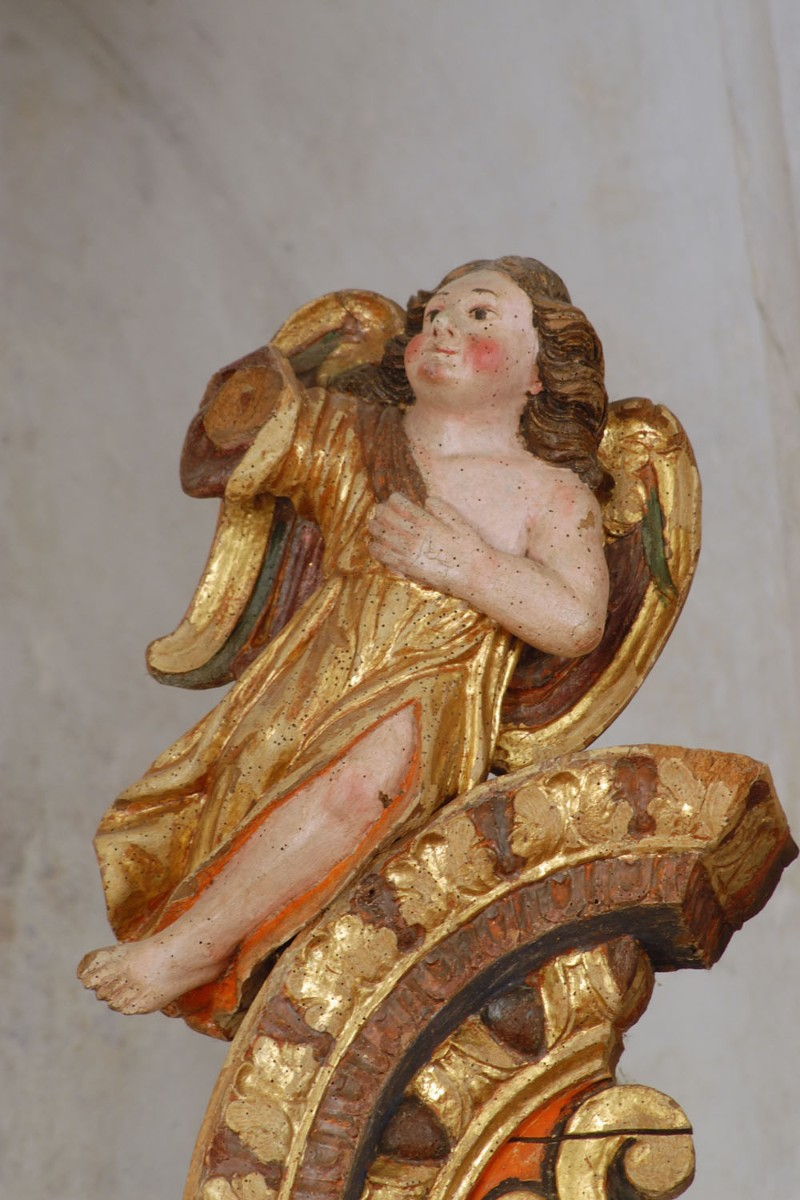
Altare maggiore di S. Bartolomeo apostolo - Cimasa - Angelo di sinistra
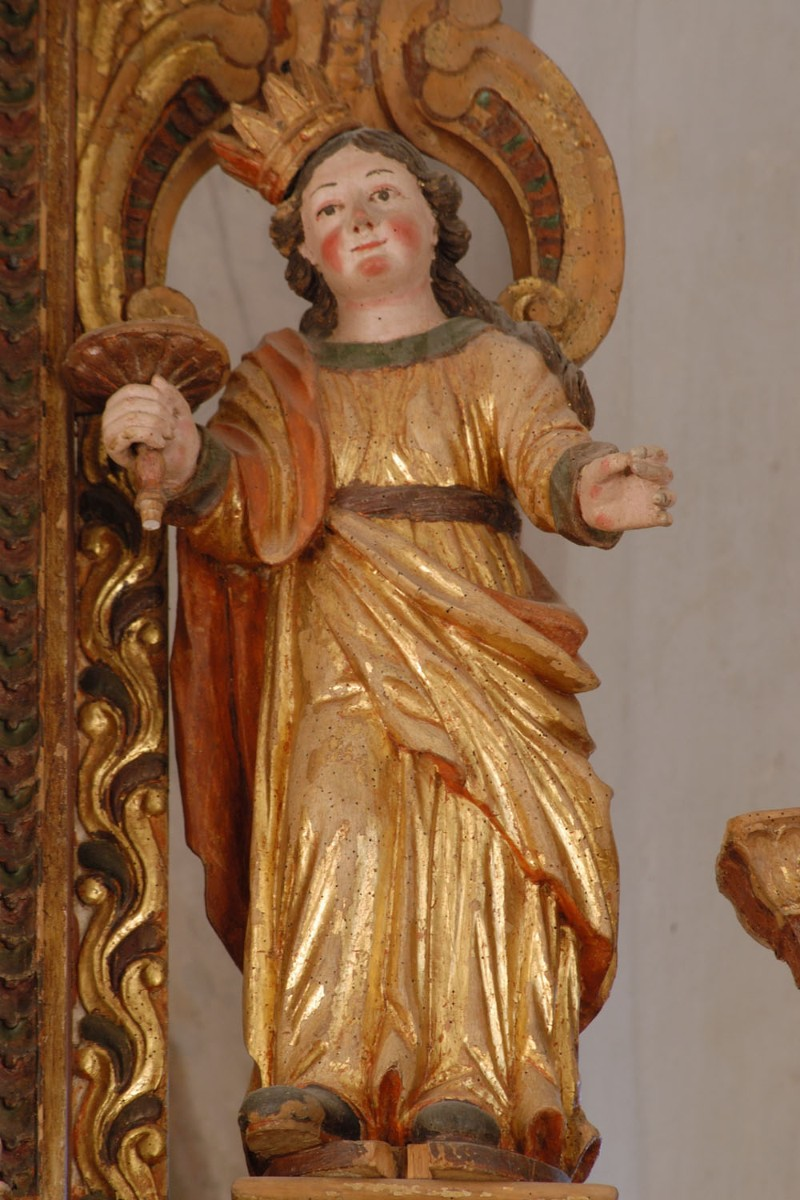
Altare maggiore di S. Bartolomeo apostolo - Santa Lucia
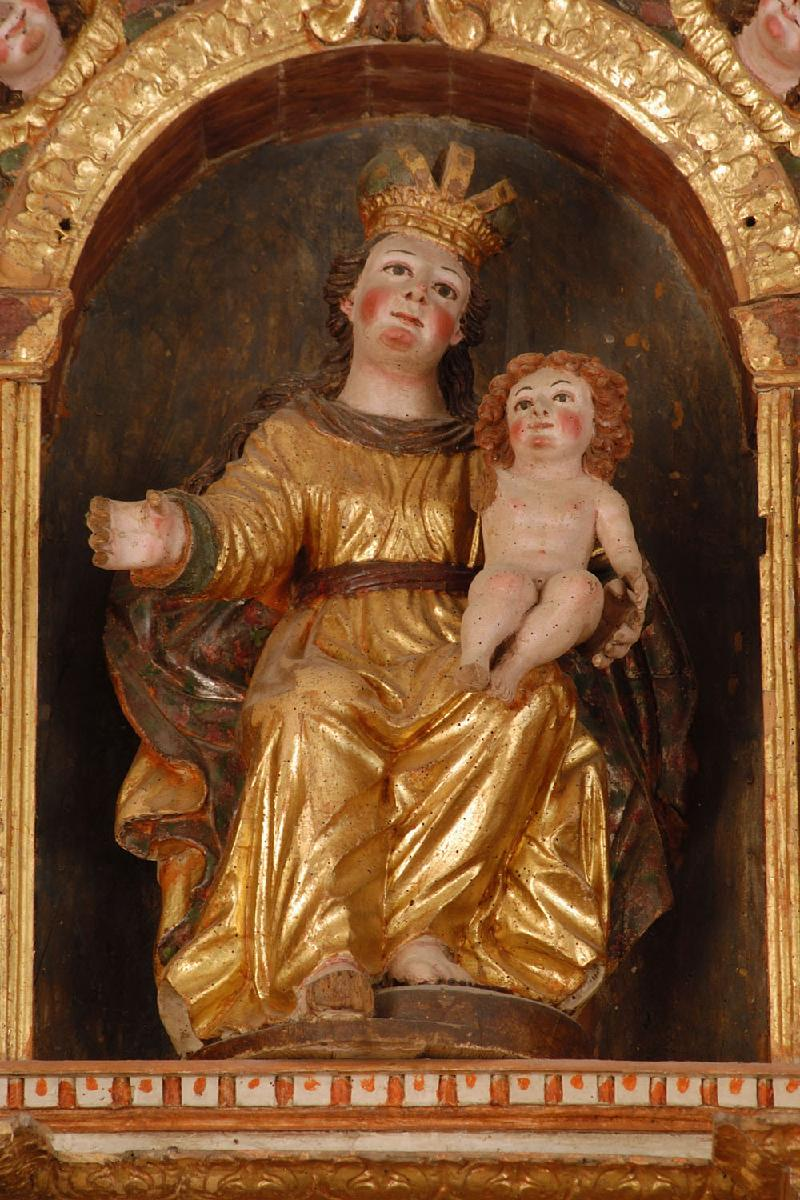
Altare maggiore di S. Bartolomeo apostolo - Vergine con il Bambino
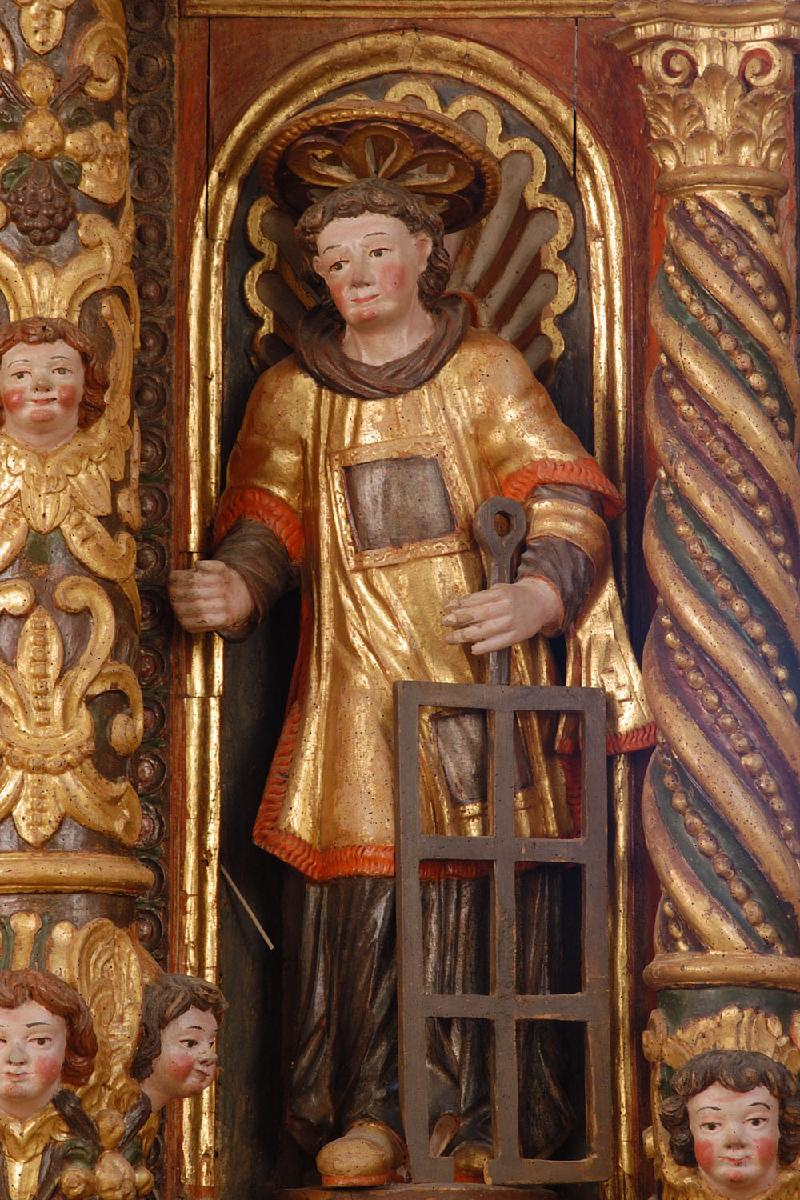
Altare maggiore di S. Bartolomeo apostolo - San Lorenzo
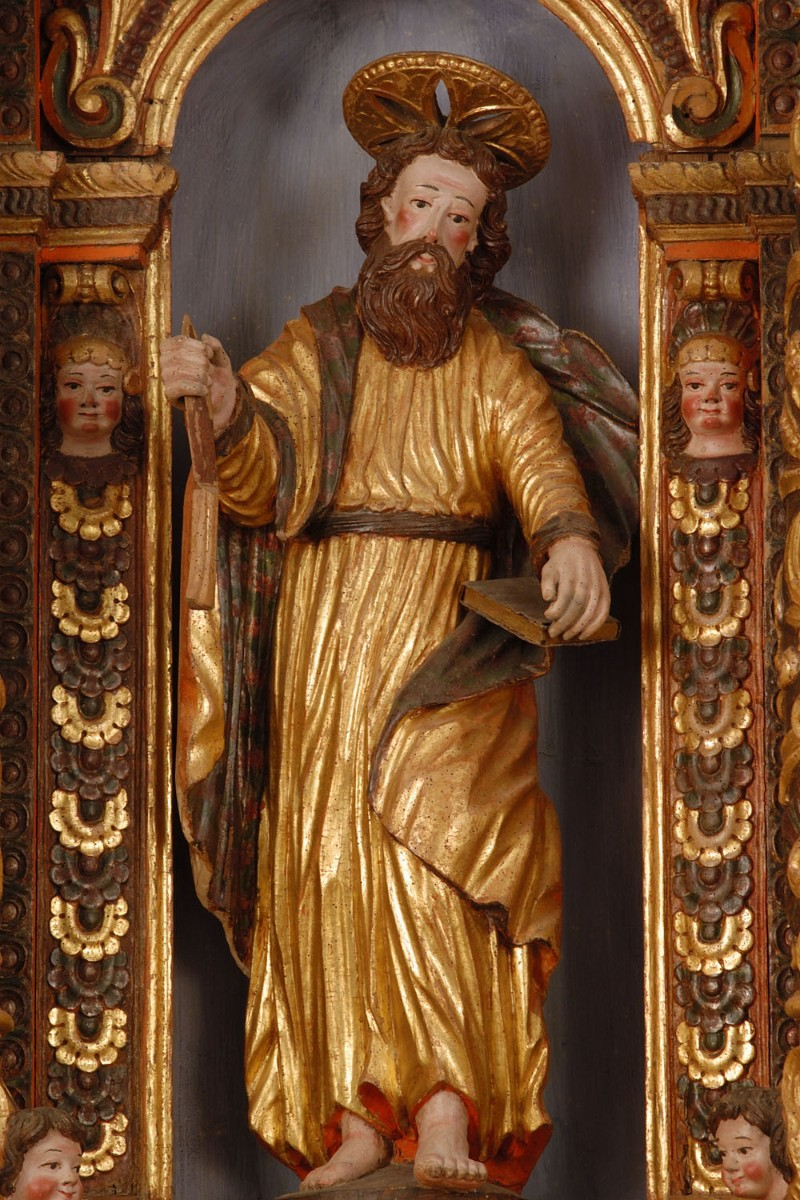
Altare maggiore di S. Bartolomeo apostolo - San Bartolomeo
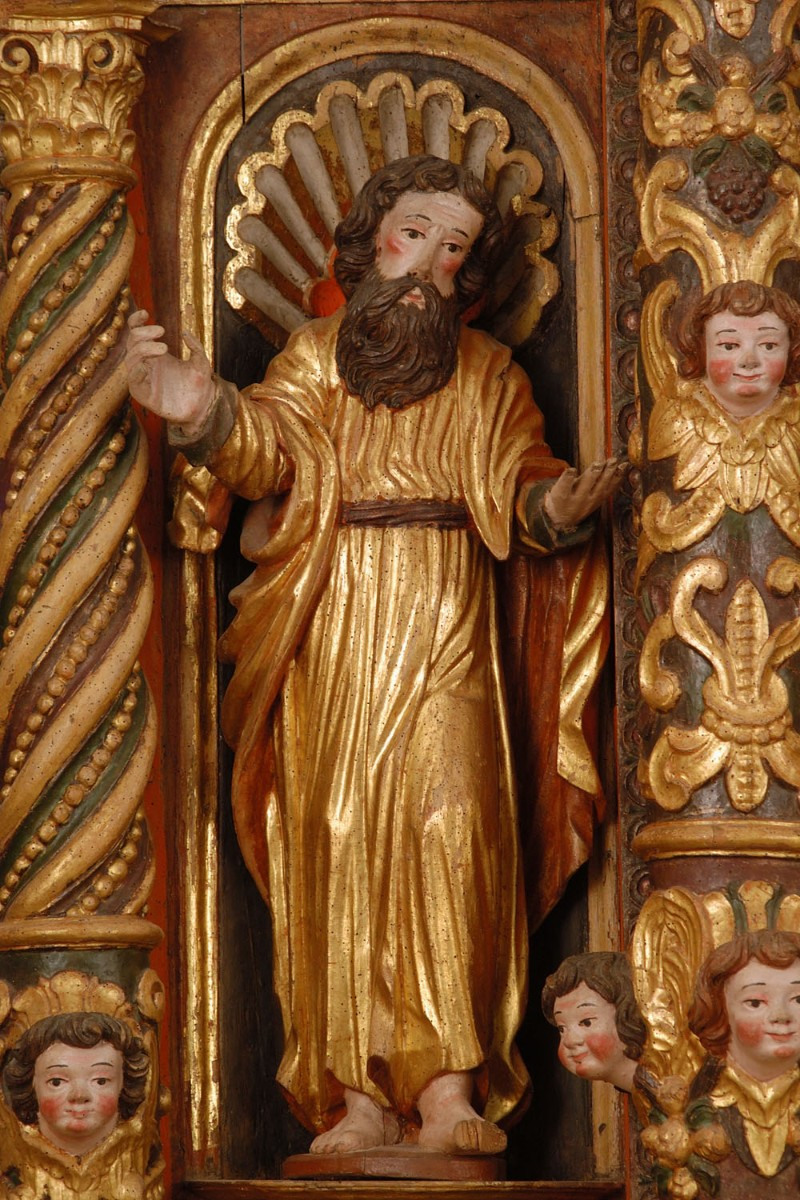
Altare maggiore di S. Bartolomeo apostolo - San Filippo
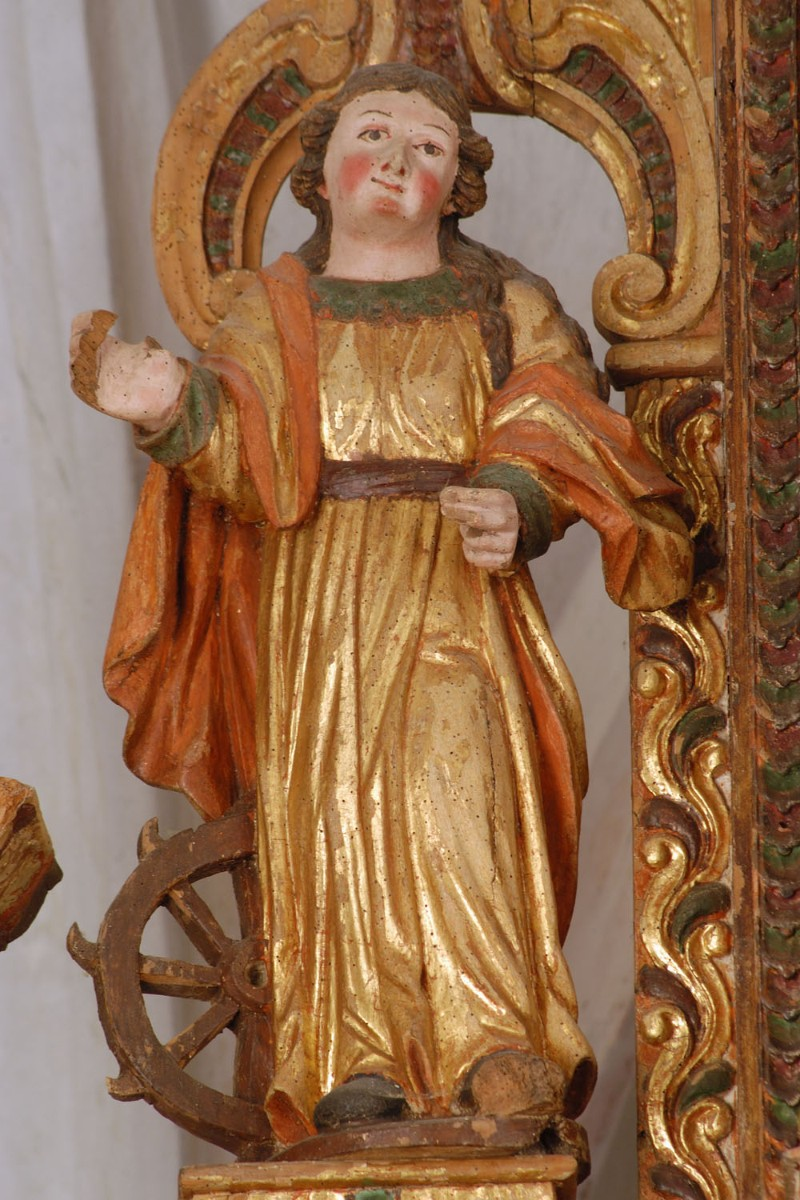
Altare maggiore di S. Bartolomeo apostolo - Santa Caterina d'Alessandria
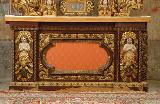
Altare maggiore di S. Bartolomeo apostolo - Paliotto